# Дзвінка (водоспад)

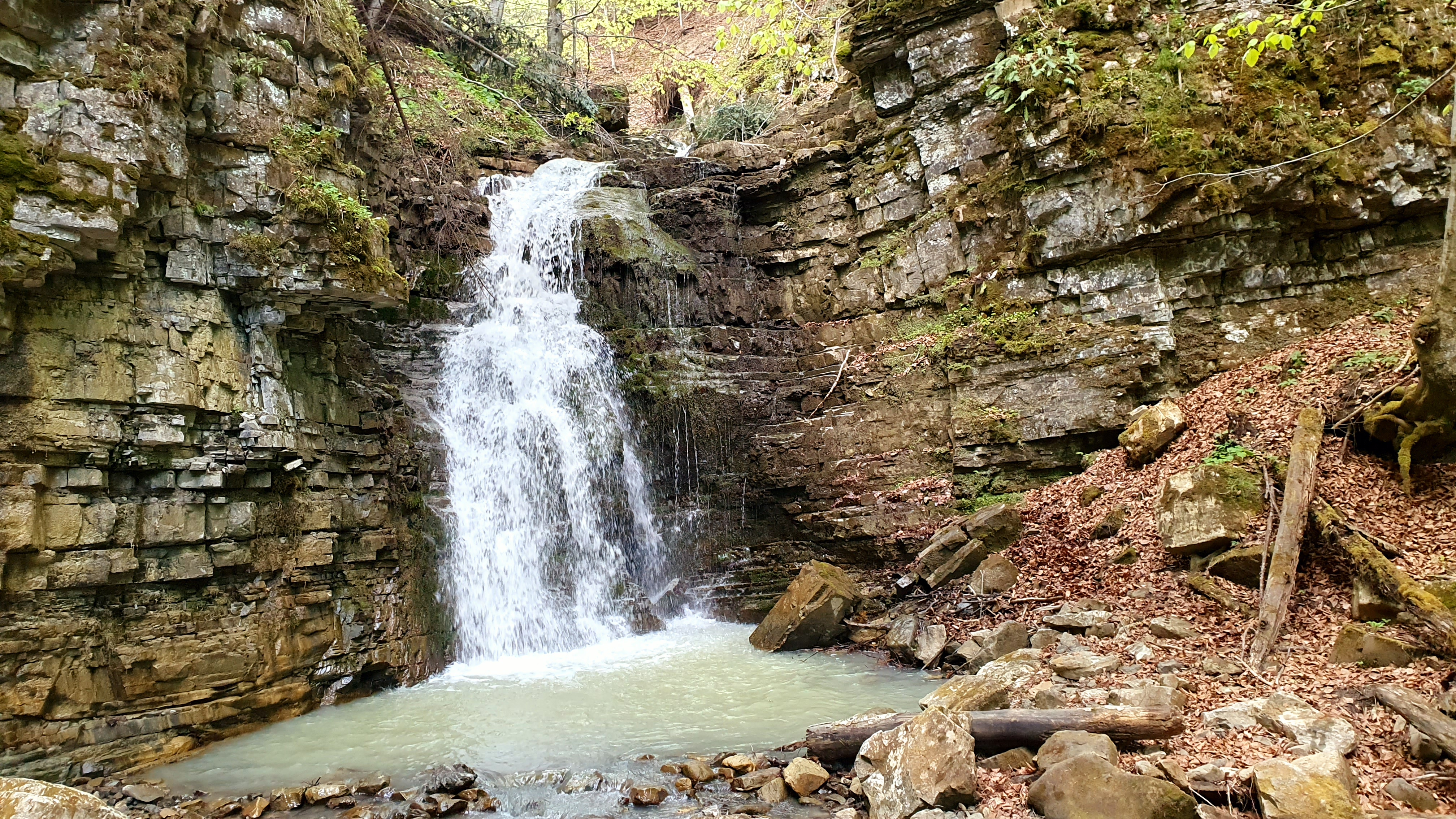

Дзві́нка — водоспад в Українських Карпатах, у гірському масиві Ґорґани. Розташований на захід від села Соколовиця та на південний захід від села Букове, що в Надвірнянському районі, Івано-Франківської області. 
Утворився на невеликому потоці Свиненьський, який є правою притокою річки Бухтівець, в місці, де потік перетинає урвище флішового типу заввишки 5,7 м. 
Водоспад особливо мальовничий після рясних дощів або під час танення снігу. Неподалік, приблизно за півтора кілометра, від водоспаду Дзвінка розташовані ще два водоспади: Бухтівецький та Крапельковий, а вище за течією — водоспад Лускавецький.